# 呉均
呉 均（ご きん、469年 - 520年）は、南朝梁の官僚・文人・歴史家。字は叔庠。本貫は呉興郡故鄣県。

## 経歴
生家は代々身分が低かったが、呉均は学問を好んですぐれた才能があった。沈約は呉均の文章を見て、激賞した。天監2年（503年）、柳惲が呉興郡太守となると、呉均はその下で主簿に任じられ、毎日召し出されてともに詩を賦した。呉均の文体は美麗で俗気がなく、古風なものであったため、好事家たちがこれを真似して、「呉均体」といった。
天監6年（507年）、建安王蕭偉が揚州刺史となると、呉均は召し出されて記室を兼ね、文章を管掌した。天監9年（510年）、蕭偉が江州刺史に転じると、呉均は建安国侍郎に任じられ、鎮南府城局参軍を兼ねた。後に建康に召還されて、奉朝請に任じられた。
先だって呉均は南朝斉の歴史書である『斉春秋』の編纂を上表しており、その書が完成すると上奏した。武帝はその書が事実に基づいていないとして、中書舎人の劉之遴に数カ条を詰問させると、呉均はまともに答えることができなかった。そこで武帝はその書を省に下して焼かせ、呉均を免職させた。ほどなく呉均は武帝に召し出され、三皇の時代から南朝斉にいたる『通史』の編纂を命じられた。呉均は本紀と世家の草稿を書き上げたが、列伝には着手できなかった。普通元年（520年）、死去した。享年は52。
呉均は范曄の『後漢書』90巻に注釈したほか、著書に『斉春秋』30巻・『廟記』10巻・『十二州記』16巻・『銭唐先賢伝』5巻・『続文釈』5巻があり、文集20巻が当時に通行した。
呉均は『続斉諧記』撰者とあるが、この書との詳しい関係は不明である。

## 伝記資料
- 『梁書』巻49 列伝第43
- 『南史』巻72 列伝第62

## 典拠
1. 1 2 3 4 5 6 7 8 9 10  先坊幸子「中国古小説訳注 : 『續斉諧記』」『中国中世文学研究』第59号、広島大学文学部中国中世文学研究会、80頁、2011年9月20日。